# Plaza de Castilla (métro de Madrid)
Plaza de Castilla (en espagnol : Estación de Plaza de Castilla), est une station de correspondance entre la ligne 1, la ligne 9 et la ligne 10 du métro de Madrid. Elle est située sous la plaza de Castilla, en limite des districts Tetuán et Chamartín, de la ville de Madrid en Espagne.
Importante station de correspondance du métro, elle est également un pôle d'échange avec de très nombreuses lignes de bus urbains, ayant des arrêts à proximité des bouches, et interurbains ayant une gare routière souterraine en relation directe avec un hall d'échange également souterrain.

## Situation sur le réseau

Plan du réseau.

Établie en souterrain, Plaza de Castilla, est une station de correspondance disposant de trois sous stations situées sur : la ligne 1, la ligne 9 et la ligne 10 du métro de Madrid :
Plaza de Castilla L1, est une station de passage située entre la station Chamartín, en direction du terminus Pinar de Chamartín, et la station Valdeacederas, en direction du terminus Valdecarros. Elle dispose des deux voies de la ligne encadrées par deux quais latéraux. ;
Plaza de Castilla L9, est une station de passage située entre la station Ventilla, en direction du terminus Paco de Lucía, et la station Duque de Pastrana, en direction du terminus Arganda del Rey. Elle dispose des deux voies de la ligne encadrées par deux quais latéraux.
Plaza de Castilla L10, est une station de passage située entre la station Chamartín, en direction du terminus Hospital Infanta Sofía, et la station Puerta del Sur, en direction du terminus Puerta del Sur. Elle dispose des deux voies de la ligne encadrées par deux quais latéraux.

## Histoire
La station Plaza de Castilla est mise en service le 4 février 1961, lors de l'ouverture à l'exploitation de la section de la ligne 1 de Tetuán à Plaza de Castilla. Elle est nommée en référence à la place éponyme située au-dessus.
Elle est complétée avec la station Plaza de Castilla L10 le 10 juin 1982, lors de l'ouverture à l'exploitation de la section de la ligne 10 Nuevos Ministerios à Fuencarral. Puis avec la station Plaza de Castilla L9 le 3 juin 1983, lors de l'ouverture à l'exploitation de la section de la ligne 9, de Herrera Oria à Avenida de América. Ces deux stations sont établis à une plus grande profondeur, les travaux consistent également à créer en complément un nouveau hall d'accès à proximité des installations de Canal de Isabel II, relié à la station par un couloir souterrain aménagé avec des locaux commerciaux.
La gare souterraine d'échange de bus, construite en 2004, nécessite de nouveau aménagements et rénovations de la station du métro qui se poursuivront jusqu'en 2009. Notamment, la suppression des locaux commerciaux situés dans le passage souterrains de correspondance entre les lignes, pour permettre le passage de l'important flux des voyageurs, certains d'entre eux sont réinstallés dans un hall d'échange.
Après, avoir été un terminus de la ligne 1 depuis 1961, elle devient une station de passage de cette même ligne le 30 mars 2007, lors de l'ouverture du prolongement suivant jusqu'au nouveau terminus de Chamartín.

## Service des voyageurs

### Accueil
Située en zone tarifaire A, la station dispose de plusieurs accès sur et autour de la place, dont des ascenseurs pour l'accessibilité des personnes à la mobilité réduite. Elle est ouverte de 6h00 à 1h30.

Installations
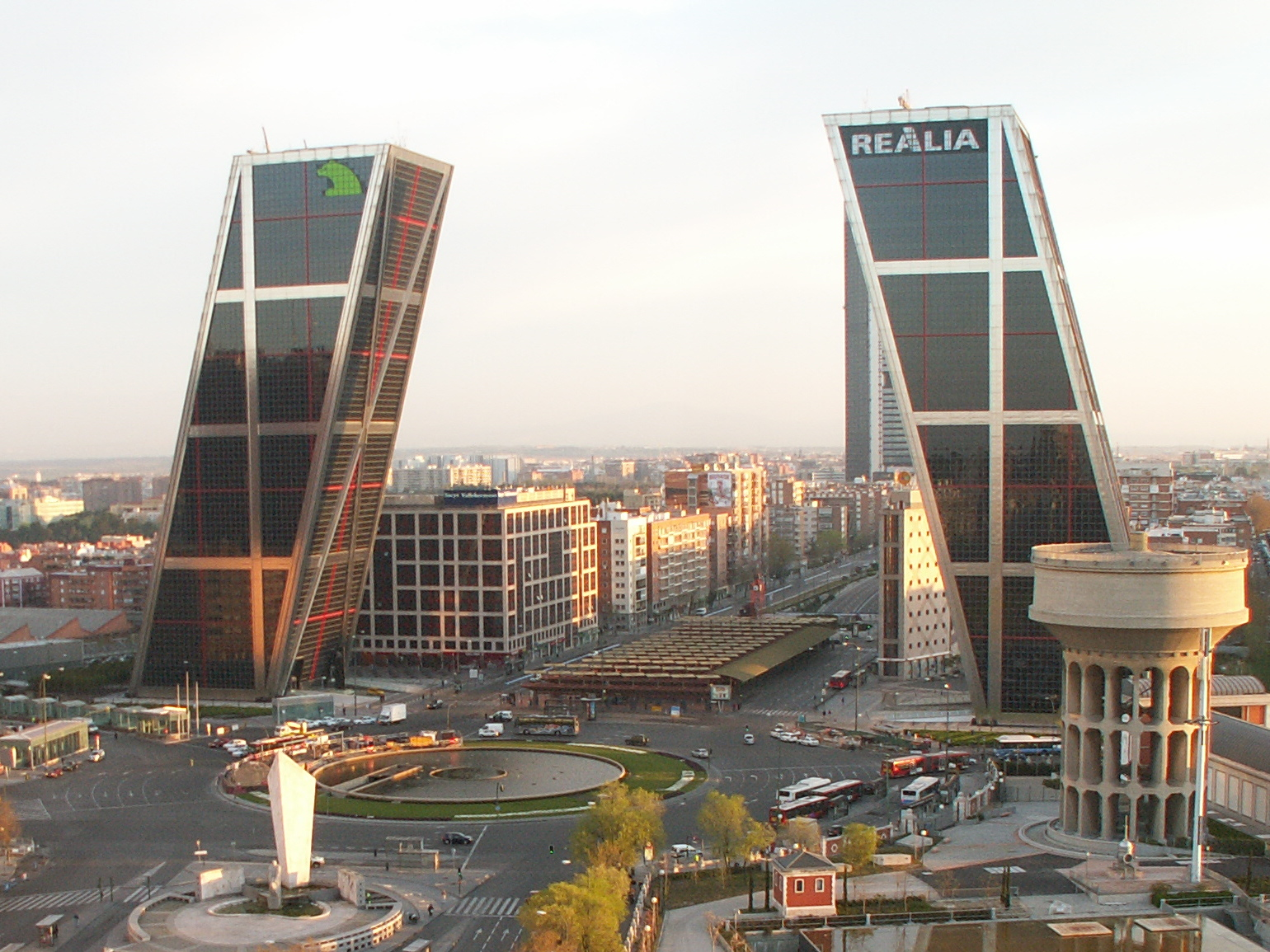
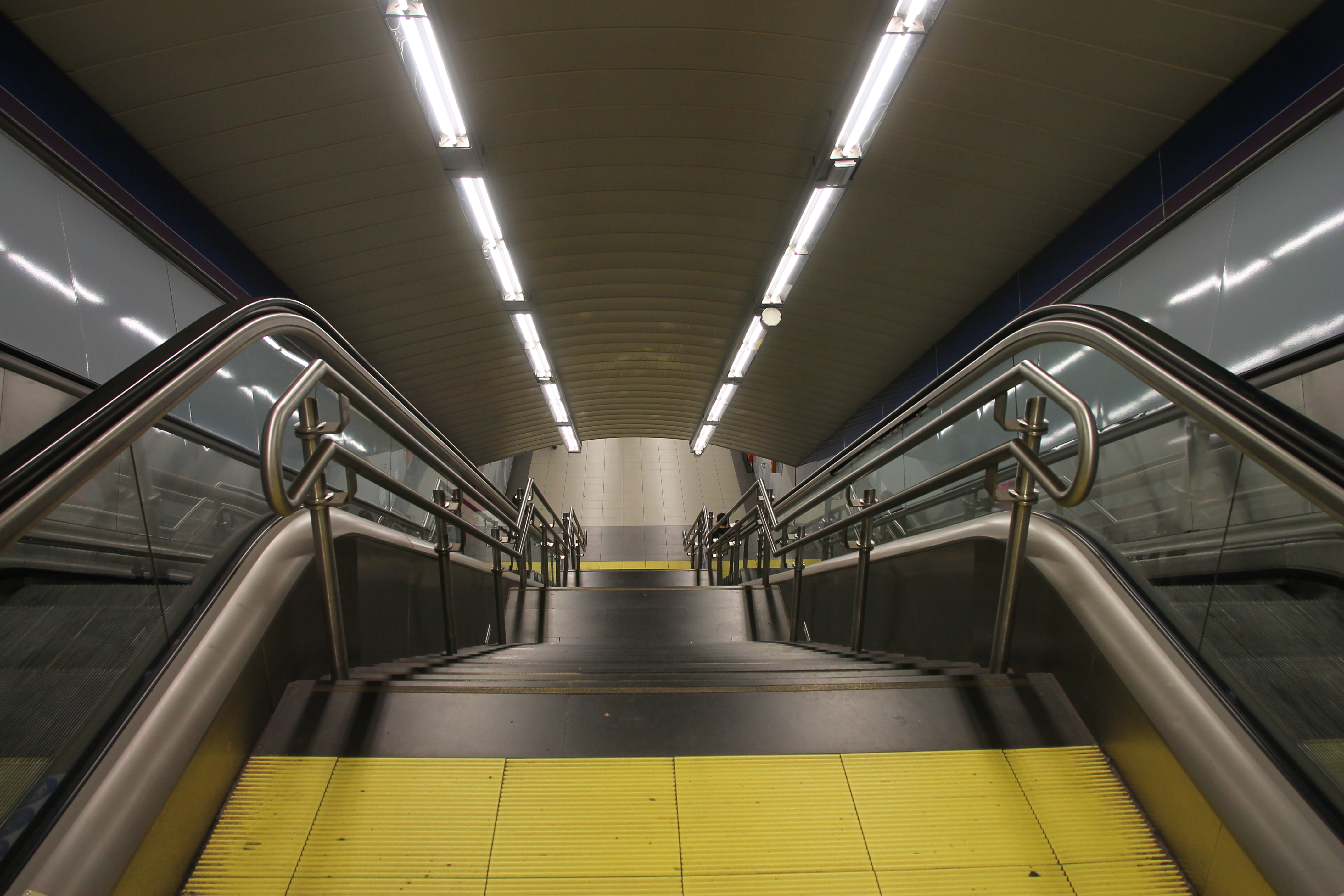

### Desserte

#### Plaza de Castilla L1
Plaza de Castilla L1 est desservie par les rames de la ligne 1 du métro de Madrid.

Installations et desserte
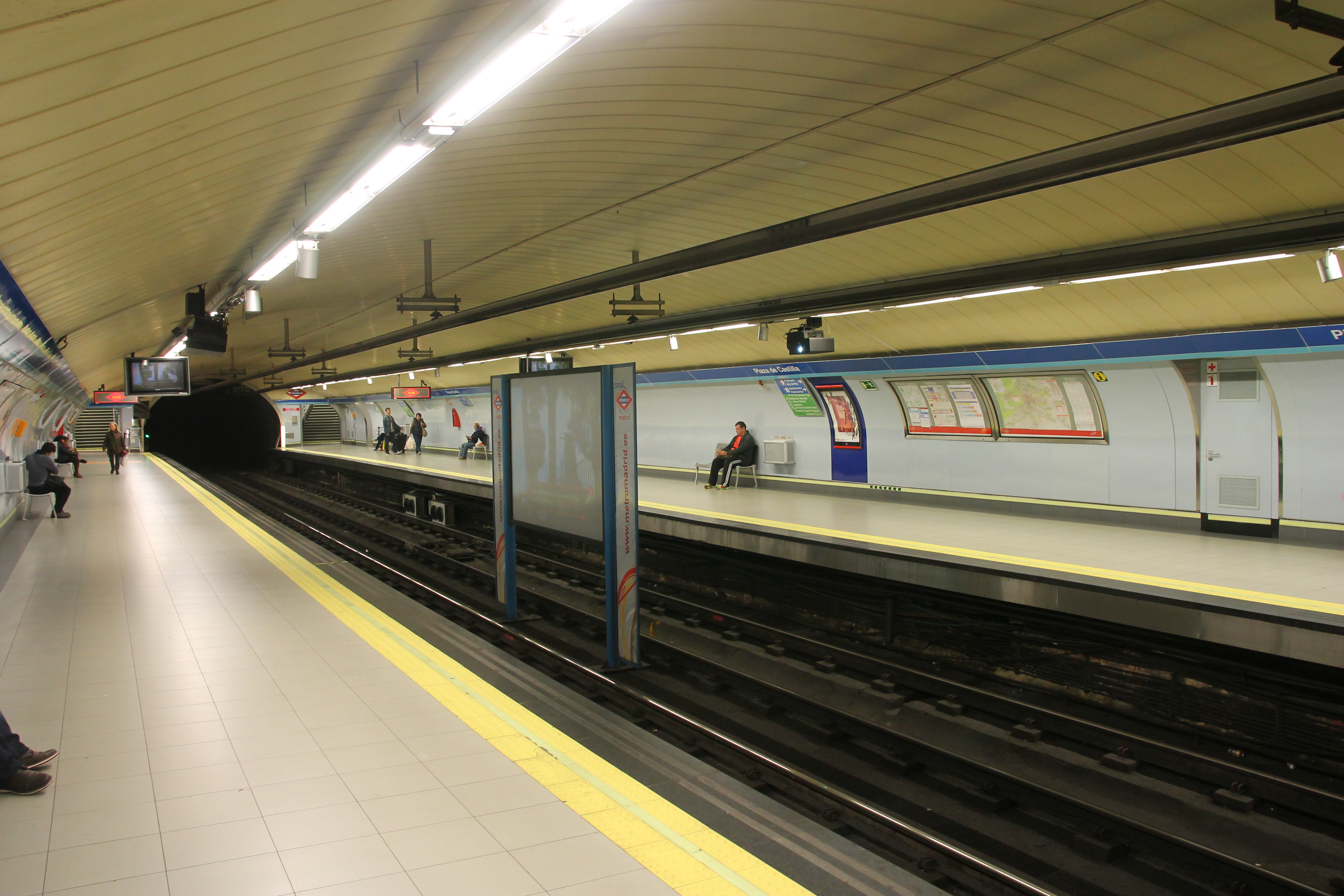
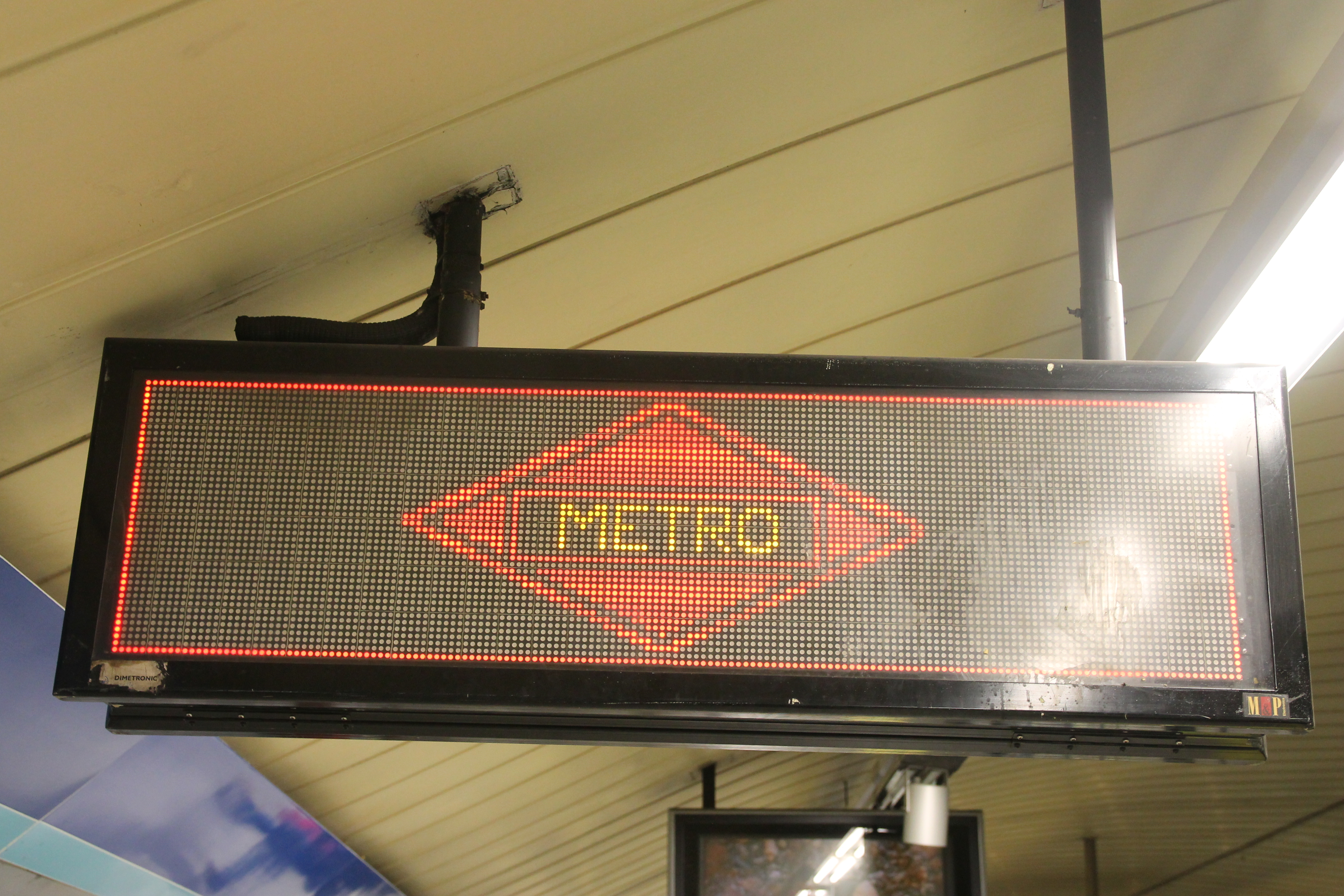
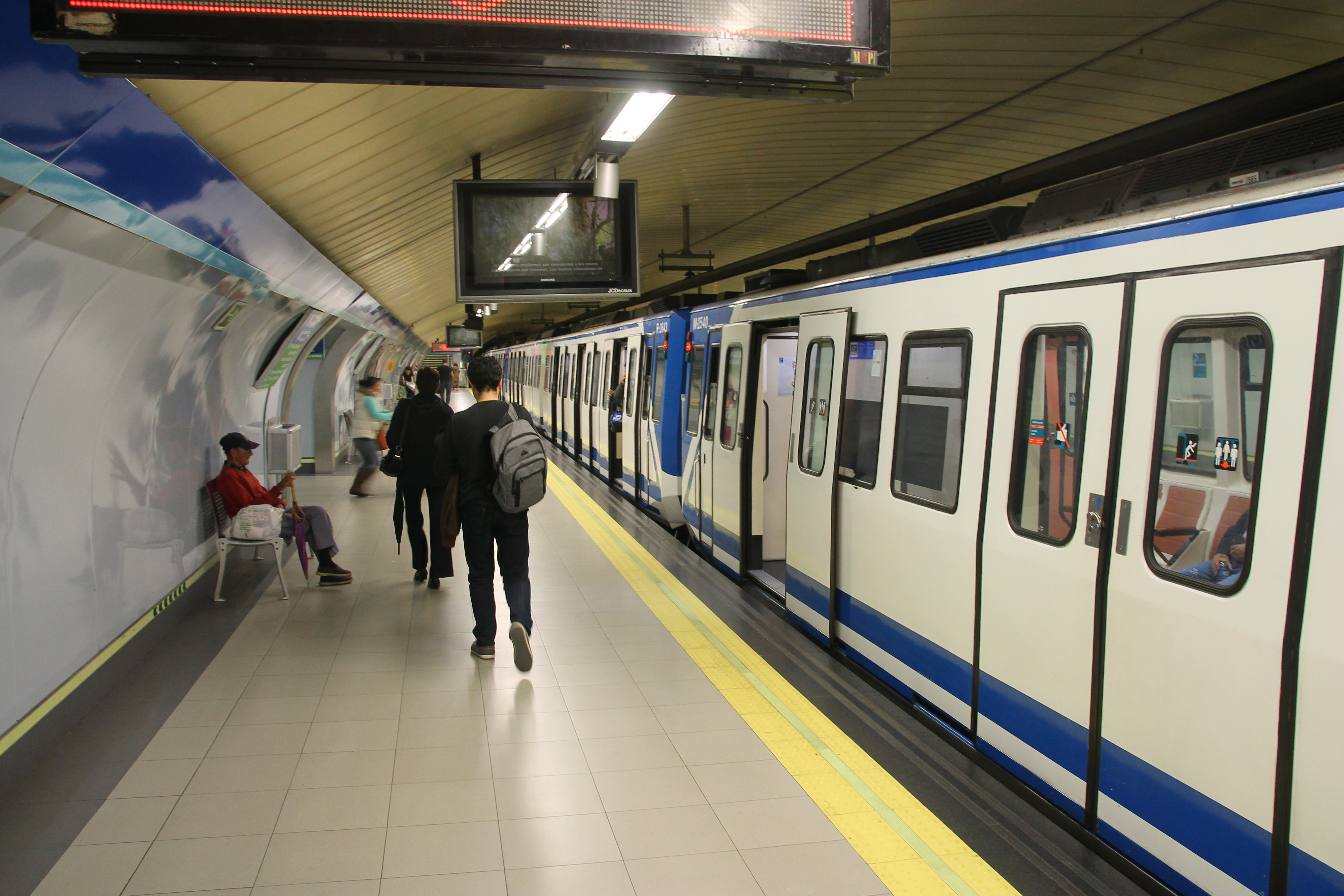

#### Plaza de Castilla L9
Plaza de Castilla L9 est desservie par les rames de la ligne 9 du métro de Madrid.

Installations et desserte
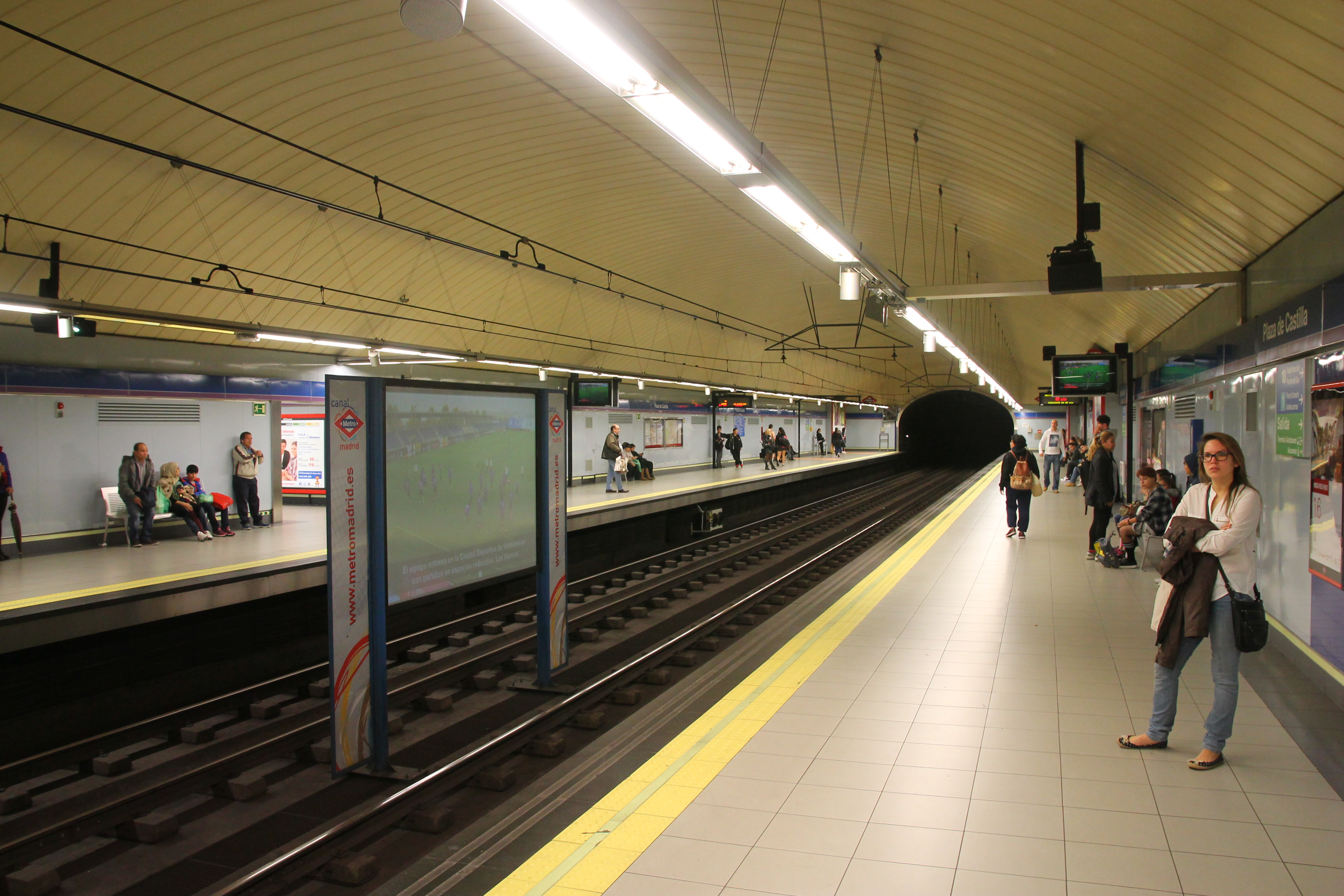
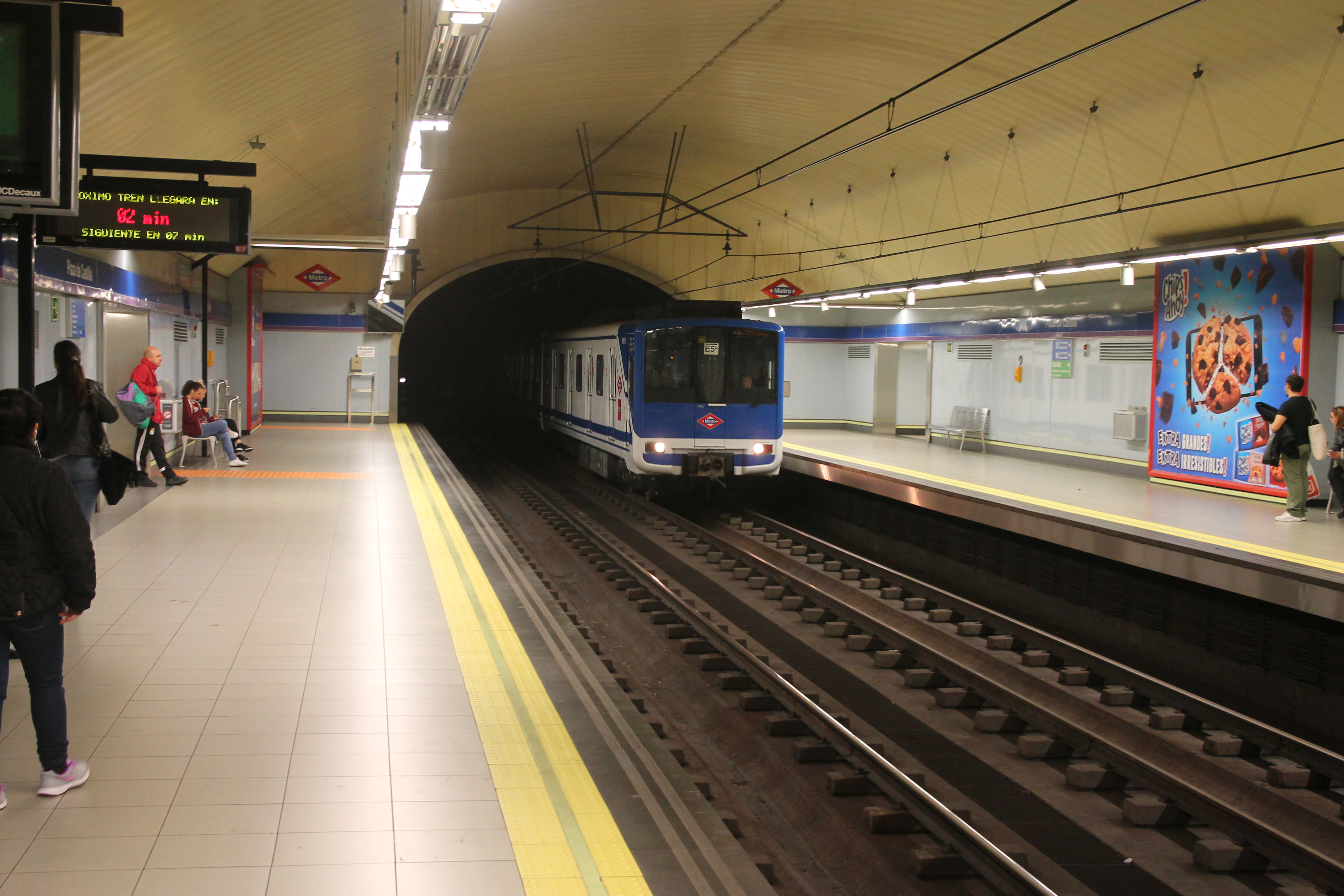
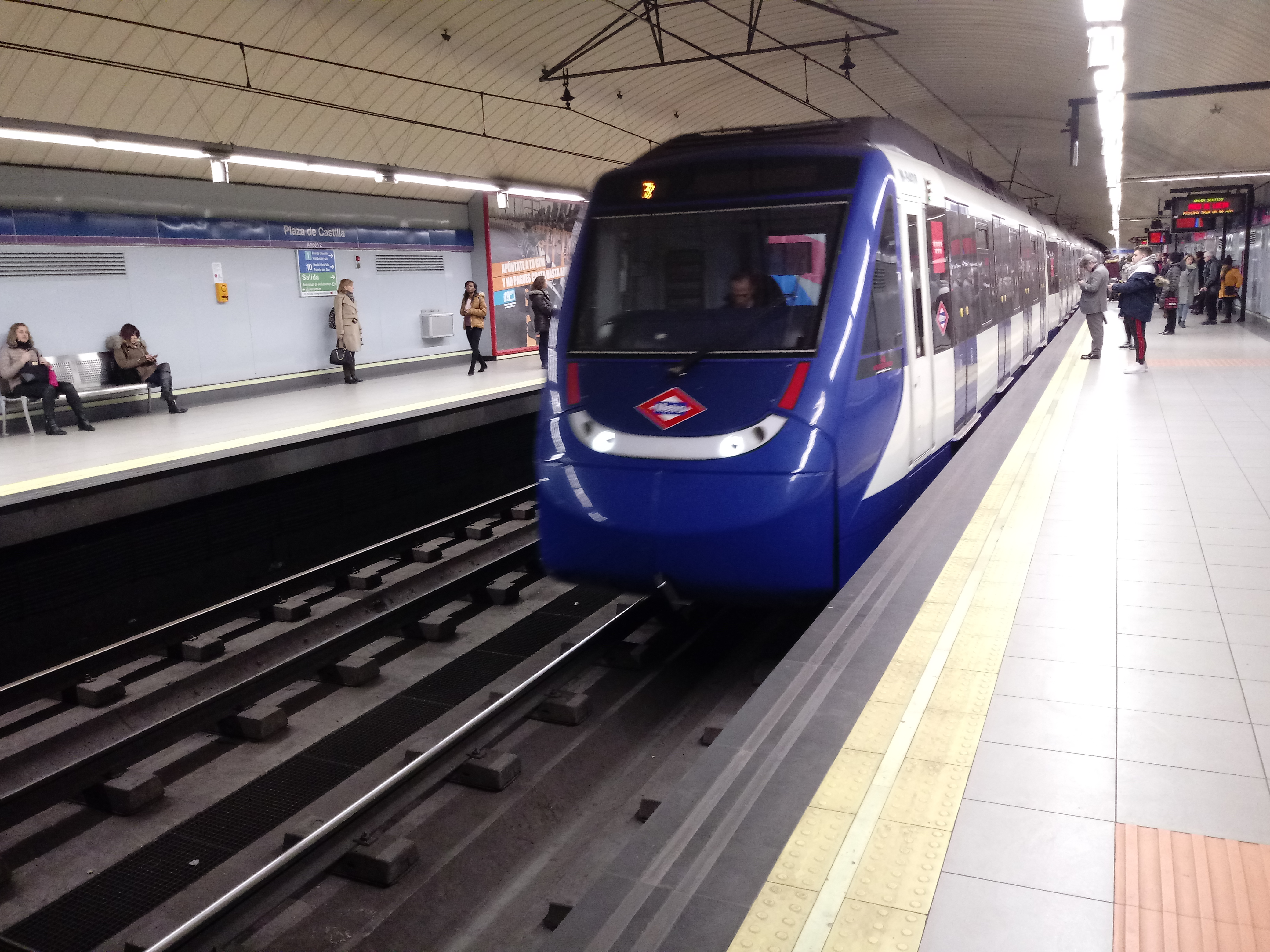

#### Plaza de Castilla L10
Plaza de Castilla L10 est desservie par les rames de la ligne 10 du métro de Madrid.

Installations et desserte
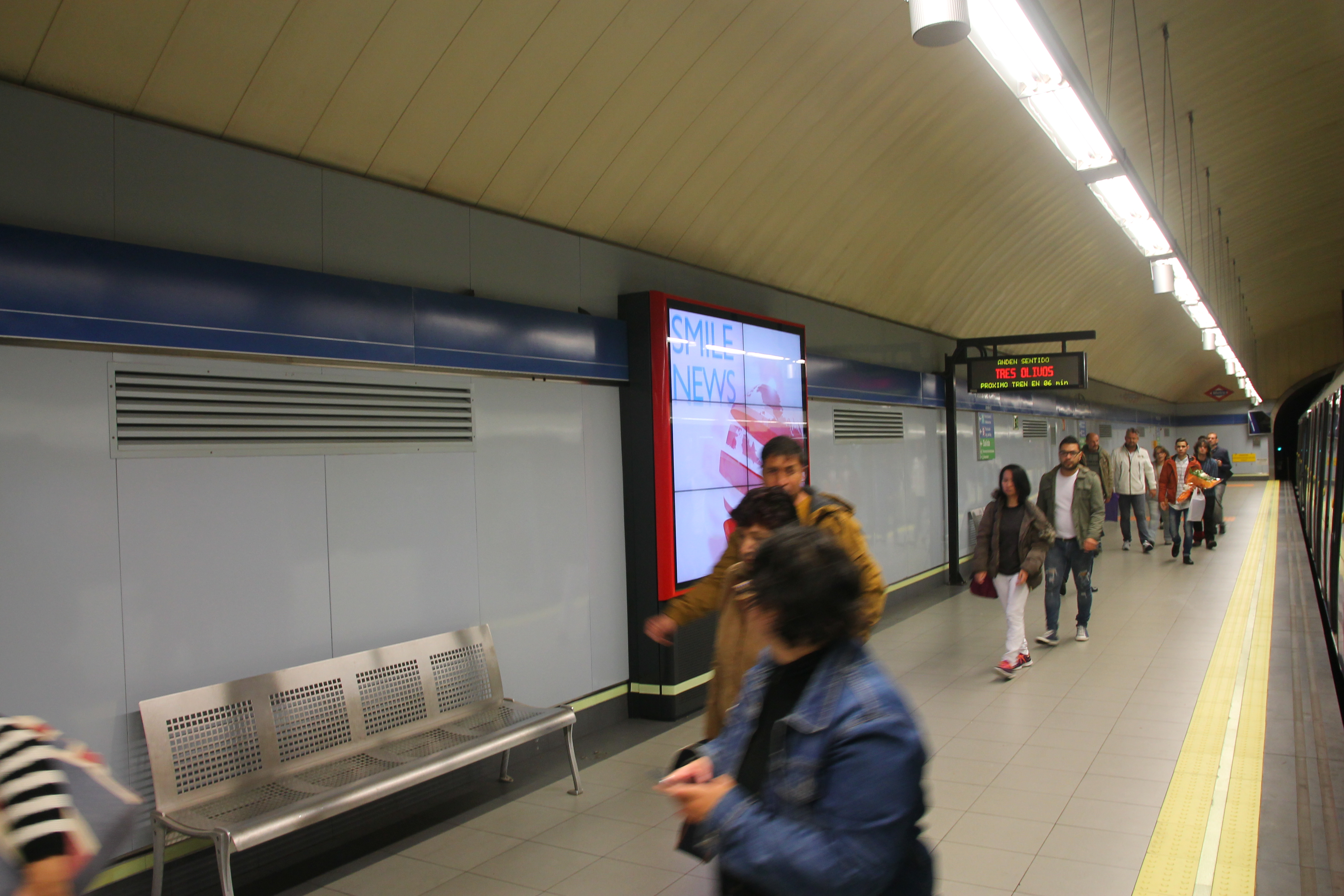
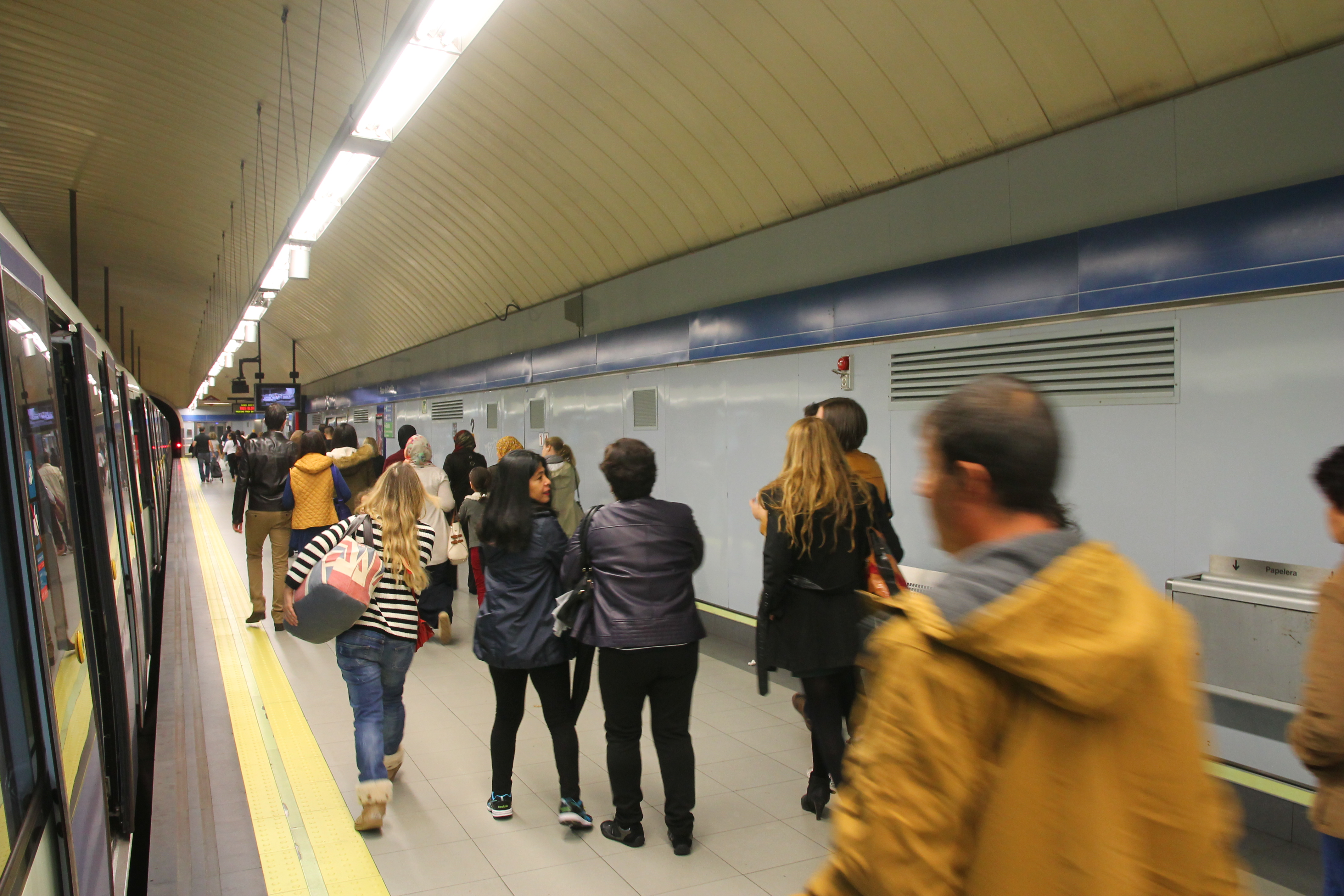

### Intermodalité
À proximité, sont situés deux terminaux de bus : un souterrain pour les bus interurbains des lignes : 151, 152C, 153, 154C, 155, 155B, 156, 157, 157C, 159, 161, 171, 181, 182, 183, 184, 185, 191, 193, 194, 195, 196, 197, 712, 713, 714, 716, 721, 722, 724, 725, 726, 876 ; et un en surface pour les bus urbains des lignes : 5, 27, 42, 49, 66, 67, 70, 107, 124, 129, 134, 135, 147, 149, 173, 174, 175, 176, 177, 178, SE704, T62 et N22, N23, N24,. 
On y trouve également un parking pour les vélos.

## À proximité
- Place de Castille (Madrid)
- Obélisque de la Caisse de Madrid
- Porte de l'Europe (Madrid)
- Paseo de la Castellana
- Monument à Calvo Sotelo (es)
- Institut national de la statistique (Espagne)